# Внешняя политика Островов Кука
Вопросы внешней политики Островов Кука согласно Конституционному акту Островов Кука 1964 года находятся в ведении Новой Зеландии, которая должна согласовывать действия в этой сфере с правительством Островов Кука. Однако, начиная с 1980-х годов, внешнеполитическая деятельность самоуправляющейся территории приобретает всё более самостоятельный характер.

## История внешней политики Островов Кука

### Внешняя политика Островов Кука в 1965—1974 годах
В течение первого десятилетия свободной ассоциации внимание правительства Островов Кука было сосредоточено преимущественно на решении вопросов внутренней политики, в том числе, проводилось осуществление основных социальных и экономических программ с целью национального развития и снижения зависимости Островов Кука от экономической помощи Новой Зеландии.
Сосредоточив своё внимание на решении внутренних вопросов, правительство Островов Кука в вопросах внешней политики и подписания международных договоров полагалось на Новую Зеландию, которой было поручено представлять интересы Островов на международной арене. При этом зачастую международные договоры, которые подписывала Новая Зеландия, впоследствии ратифицировались парламентом Островов Кука.
В 1965—1974 годы Острова Кука сотрудничали только с двумя южнотихоокеанскими организациями: Южнотихоокеанской комиссией и Южнотихоокеанским форумом.
14 апреля 1973 года ряд стран этого региона, в том числе Острова Кука и Новая Зеландия, подписали в городе Апиа Соглашение по Южнотихоокеанскому бюро экономической кооперации, целью которого было установление, поддержание и развитие кооперации между странами-членами в сфере экономики, торговли, транспорта, туризма, энергетики, телекоммуникаций. Это стало первым международным договором, в котором Острова Кука и Новая Зеландия выступили в качестве самостоятельных, равноправных субъектов международного права.
С активного участия в ежегодных Южнотихоокеанских конференциях и непосредственного участия в создании в 1971 году. Южнотихоокеанского форума Острова Кука стали активными и непосредственными участниками международных отношений, хотя внешнеполитическая деятельность самоуправляющейся территории была ограничена южнотихоокеанским регионом и вопросами экономического и социального развития.
4 и 9 мая 1973 года премьер-министр Новой Зеландии Норман Кирк и премьер Островов Кука Альберт Генри осуществили обмен посланиями, в которых они излагали своё общее понимание отношений, существовавших между Новой Зеландией и Островами Кука. Этот документ стал важной вехой в истории отношений Островов Кука и Новой Зеландии, так как в нём шла речь о фундаментальных принципах сотрудничества двух стран:
1. С точки зрения Новой Зеландии не существует каких-либо юридических пут, сдерживающих свободу Островов Кука в вопросах разработки собственного законодательства и регулирования Конституции Островов Кука.
2. С принятием Конституции Островов Кука территория потеряла зависимый статус.
3. Отношения между двумя странами характеризуются как партнёрские, в которые по собственному желанию вступили и которые свободно поддерживаются.
4. Острова Кука могут продолжать полагаться на новозеландскую помощь и защиту.
5. Новозеландское правительство согласно закону берёт на себя ответственность по решению вопросов внешней политики и обороны Островов Кука. Однако сами острова имеют право проводить собственную национальную политику в этих сферах.
6. Главой Островов Кука является Её Величество Королева. Несмотря на особый статус Островов Кука, их жители вправе считать Новую Зеландию своей родной страной.
7. Жители Островов Кука остаются гражданами Новой Зеландии, что также предполагает некоторую степень вмешательства Новой Зеландии в дела Островов Кука[3].

### Внешняя политика Островов Кука в 1975—1988 годах
В указанный период Острова Кука стали более активным участником международных процессов: расширялось сотрудничество с международными организациями, подписывались новые международные договоры. Впервые за границей появились дипломатические и консульские представительства Островов Кука, а Новая Зеландия увеличила штат своей миссии на острове Раротонга.
В 1980 году была внесена поправка в Канберрский договор, учреждающий документ Южнотихоокеанской комиссии. Согласно ей к членству в комиссии допускались не только независимые государства Океании, но и ассоциированные государства с полностью самостоятельным внутренним правительством. В результате 14 октября 1980 года Острова Кука стали полноправным членом Южнотихоокеанской комиссии.
Продолжалось тесное сотрудничество с Южнотихоокеанским форумом. В указанный период организация уделяла большое внимание морским ресурсам Океании. С целью установления и поддержания регионального сотрудничества в сфере морских ресурсов члены Южнотихоокеанского форума (в том числе, Острова Кука) 10 июля 1979 года подписали Конвенцию, учредившую Форум рыболовного управления (англ. Forum Fisheries Agency). Другим важными направлением Южнотихоокеанского форума является развитие торговли в регионе. 14 июля 1980 года Острова Кука и других государств-членов организации подписали Южнотихоокеанское соглашение о региональной торговле и экономическом сотрудничестве — региональное торговое соглашение, в соответствии с которым Австралия и Новая Зеландия предоставляют беспошлинный или льготный тарифный режим для широкого круга товаров, произведённых в развивающихся странах-членах Форума тихоокеанских стран (современное название Южнотихоокеанского форума). Договор вступил в силу 1 января 1981 года.
В 1975—1988 годах Острова Кука расширяют своё сотрудничество с другими международными организациями, деятельность которых не ограничена только южнотихоокеанским регионом. Например, 9 мая 1984 года Острова Кука стали полноправным членом Всемирной организации здравоохранения, а 11 ноября 1985 года Продовольственной и сельскохозяйственной организации ООН. С начала 1970-х годов Острова Кука также тесно сотрудничают с Содружеством наций.
В начале XX века на острова Пукапука, Нассау, Манихики, Ракаханга и Тонгарева (Пенрин), руководствуясь Законом о Гуано от 18 августа 1856 года, предъявляли свои права США. Претензии на эти острова также объяснялись частыми высадками на них американских китобоев в XIX веке, а также добычей на них американскими компаниями гуано. В 1979 и 1980 году они, признавая за собой претензии как на указанные острова, так и на другие острова Тихого океана, начали в целях защиты своих интересов в тихоокеанском регионе переговоры с правительствами стран Океании с целью определения статуса островов, на которые претендовали США. Среди них оказались и Острова Кука. 11 июня 1980 года Острова Кука и США подписали на острове Раротонга Договор о дружбе и определении морских границ. 21 июня 1983 года этот договор был ратифицирован Сенатом США, а 8 сентября 1983 года он вступил в действие.
В период с 1975 по 1988 года претерпели изменения принципы взаимоотношений в вопросах внешней политики между Островами Кука и Новой Зеландией. По ряду причин, в том числе, из-за возросшего участия Островов Кука в подписании международных договоров от собственного имени, к середине 1980-х годов обе стороны договорились о том, что международные соглашения, которые подписывает Новая Зеландия, более не будут распространяться на Острова Кука, как это было ранее. Именно об этом шла речь в декларации Новой Зеландии генеральному секретарю ООН от 10 ноября 1988 года.
В 1977 году на Островах Кука впервые появилось Министерство земельных и иностранных дел (англ. Ministry of Planning and External Affairs), а в 1984 году было учреждено Министерство иностранных дел, возглавляемое секретарём иностранных дел.

### Внешняя политика Островов Кука в 1989—1997 годах
В указанный период Острова Кука продолжали более активно участвовать в международных делах, в том числе, расширили своё участие в ряде региональных и глобальных международных организаций. Например, 25 октября 1989 года Острова Кука стали полноправным членом ЮНЕСКО, в 1976 году — Азиатского банка развития, оказывающего значительную финансовую помощь стране (при этом обязательства за долги Островов Кука несёт не Новая Зеландия, а сами Острова), 22 января 1993 года — Международного фонда сельскохозяйственного развития, 14 августа 1995 года — Всемирной метеорологической организации.
Был подписан ряд договоров о дружбе и сотрудничестве с такими странами, как Францией (15 октября 1991 года), Чили (июнь 1992 года), Самоа (23 июня 1993 года), Папуа—Новой Гвинеей (15 сентября 1995 года).

## Посольства и консульства
Начиная с 1975 года, Острова Кука стали создавать за границей свои дипломатические и консульские представительства.

## Дипломатические отношения
Острова Кука имеют четыре дипломатических представительства за рубежом: в Новой Зеландии, Норвегии, Австралии и в Европейском союзе в Брюсселе, столице Бельгии. Также Острова Кука имеют несколько консульств за рубежом.
На август 2018 года Острова Кука признаны субъектом международного права со стороны 47 государств-членов ООН, а также Ватикана, Ниуэ и Косово (при этом только с США дипломатические отношения пока не установлены) (в скобках — дата официального установления дипломатических отношений):
Европа
1. Бельгия (6 апреля 2005 года)[10][11]
2. Босния и Герцеговина (10 апреля 1996 года)[11]
3. Ватикан (29 апреля 1999 года)[12][11]
4. Германия (11 сентября 2001 года)[13][11]
5. Исландия (13 октября 2017 года)[14]
6. Испания (21 января 1999 года)[11]
7. Италия (21 февраля 2002 года)[11]
8. Мальта (6 октября 2017 года)[15]
9. Нидерланды (16 августа 2011 года)[16]
10. Норвегия (3 июня 1987 года — консульские отношения; 6 мая 1998 год — аккредитация первого посла Норвегии на Островах Кука)[11]
11. Португалия (12 августа 1995 года)[11]
12. Франция (15 февраля 2000 года), представлены почётным консулом[11][17]
13. Чехия (12 мая 2008 года)[18][11]
14. Швейцария (7 марта 2011 года)[19]

- Косово (18 мая 2015 года[20][21])
- Европейский союз (23 января 2001 года)[11]

Азия

1. Восточный Тимор (17 августа 2002 года)[22]
2. Израиль (2008 год)[23]
3. Индия (1998 год)[22]
4. Иран (2 марта 1996 года)[22][17]
5. Китай (25 июля 1997 года)[24][22]
6. Республика Корея (25 февраля 2013 года)[25] (23 октября 2012 года Республика Корея признала Острова Кука субъектом международного права[26])
7. ОАЭ (5 августа 2018 года)[27]
8. Малайзия (2 мая 1992 года)[17][22]
9. Сингапур (6 августа 2012 года)[28]
10. Таиланд (апрель 2005 года)[22]
11. Турция (20 октября 2008 года)[29]
12. Филиппины 12 декабря 2011 года[30]
13. Япония (16 июня 2011 года)[31]

Африка
1. ЮАР (9 февраля 1996 года)[32][33]

Северная Америка
1. Антигуа и Барбуда (9 ноября 2017 года)[34]
2. Куба (2 сентября 2002 года)[35][33]
3. Ямайка (14 мая 2003 года)[36][33][17]

Южная Америка
1. Бразилия (21 августа 2015 года)[37]
2. Перу (сентябрь 2017 года)[38]
3. Чили (3 августа 2016 года)[39]

Океания
1. Австралия (агреман первому высокому комиссару — 3 декабря 1993 года, аккредитация первого высокого комиссара — 25 января 1994 года, установление дипломатических отношений — 11 сентября 1997 года)[17][40]
2. Вануату (2013 год)[41]
3. Кирибати (3 сентября 2013 года)[42][43]
4. Маршалловы Острова (3 сентября 2013 года)[42][43]
5. Федеративные Штаты Микронезии (24 сентября 2014 года)[44]
6. Науру (1994 год)[40]
7. Новая Зеландия (4 августа 1993 год)[40]
8. Палау (3 сентября 2013 года)[42][43]
9. Папуа — Новая Гвинея (1995 год)[40]
10. Самоа (2013 год)[41]
11. Соломоновы Острова (2013 год)[41]
12. Тонга (18 ноября 2014 года)[45]
13. Тувалу (2013 год)[41]
14. Фиджи (14 июля 1998 года)[40][17]

- Ниуэ (2013 год)[41]

### Признали Острова Кука субъектом международного права
1. США (22 февраля 1995 года США признали Острова Кука)[46]

### Имеют официальные отношения
1. Монако
2. Ирландия

## Дипломатические отношения с государствами

### Новая Зеландия
Первое заграничное представительство Островов Кука появилось в 1974 году в городе Окленд (Новая Зеландия), где проживает половина эмигрантов с Островов Кука. В первые годы своего существования это представительство в основном занималось налаживанием экономических связей со своими соотечественниками, проживающими за рубежом, а также закупкой товаров и услуг для правительственных департаментов Островов Кука. Однако постепенно функции первого заграничного представительства в Окленде расширились, поэтому после достижения договорённостей с Новой Зеландией в 1980 году статус был повышен до консульского представительства. В результате представители Островов Кука в Окленде получили ряд консульских привилегий и иммунитетов, прописанных в Венской конвенции о консульских сношениях 1963 года. Правительство Островов Кука, в свою очередь, наделило дипломатическими привилегиями представителей Новой Зеландии на острове Раротонга согласно Венской конвенции о дипломатических сношениях 1961 года.
В 1985 году в городе Веллингтон, столице Новой Зеландии, было открыто первое посольство Островов Кука, возглавляемое представителем Островов Кука (такое же звание у представителя Новой Зеландии на Раротонге). Сотрудники посольства наделены привилегиями и иммунитетом, определяемыми по Венской конвенции о дипломатических сношениях.

### США
Правительство Островов Кука осознавало ценность наличия на территории США своего официального представительства. Однако его создание сдерживалось отсутствием финансов и специалистов. Несмотря на трудности, правительство Островов не отказалось от идеи. И 19 марта 1985 года в город Гонолулу на Гавайских островах был назначен почётный консул Островов Кука. Его основной функцией является развитие торговых отношений и налаживание культурных связей с американским штатом.

### Норвегия
Помимо налаживания контактов со странами Океании и Северной Америки правительство Островов Кука уделяло внимание сотрудничеству с Европой. Первый почётный консул Островов Кука в регионе появился 10 февраля 1987 года в городе Осло, столице Норвегии.